# إكس رايت
ِشركة إكس رايت المتحدة (بالإنجليزية: X-Rite)‏ هي شركة تصنع منتجات مضاهاة الألوان، مركزها في غراند رابيدز في ميشيغان في الولايات المتحدة. تستخدم منتجاتها في مضاهاة ألوان الطلاء. كما أنها تصنع منتجات تضبط جودة تحميض الأفلام والأشعة السينية.
وقد انشأت بعد اتحاد سبعة مهندسين من لير سيغلر (Lear Siegler) سنة 1958. وقد قدمت الشركة منتجها الأول، (x-ray marking tape)، سنة 1961. وفي سنة 1968 قدمت لأول مرة جهاز استرجاع الفضة في التصوير الشعاعي. وفي سنة 1975، قدمت إكس رايت أول مقياس للكثافة البصرية من إنتاجها لاستخدامات طباعة الصور الضوئية. أصبحت الشركة مشهورة سنة 1986. وقد انتقلت الشركة بعدها بسنة إلى مقرها الجديد في ميشيغان. وفي سنة 1990، توجهت إكس رايت نحو قياس الألوان. وفي سنة 1994 بدأت الشركة بالتوسع حيث اشترت (H. Miller Graphic Arts) البريطانية. وقد كشف الغطاء سنة 2001 عن أنظمة مضاهاة ألوان الأسنان. وفي يونيو 2006، اشترت إكس رايت شركة (Amazys) المالكة لـ (Gretag–Macbeth) ومنتجات مونسل. وفي أكتوبر 2007 أكملت إكس رايت اقتناء شركة بانتون.
تم الاستحواذ على الشركة من قبل شركة داناهر في سنة 2012.

## وصلات خارجية
- الموقع الرسمي لإكس رايت